# Свети Атанасий (Бериславци)
Свети Атанасий (на гръцки: λόφο του Αγίου Αθανασίου) е антично укрепено селище над мъгленското село Бериславци (Периклия), Гърция.
Разположено е на хълма Свети Атанасий североизточно над Бериславци. Селището, чийто некропол също е открит, датира от елинистическата епоха. В 1997 година е обявено за защитен археологически паметник.